# Wilhelm von Waldburg-Zeil

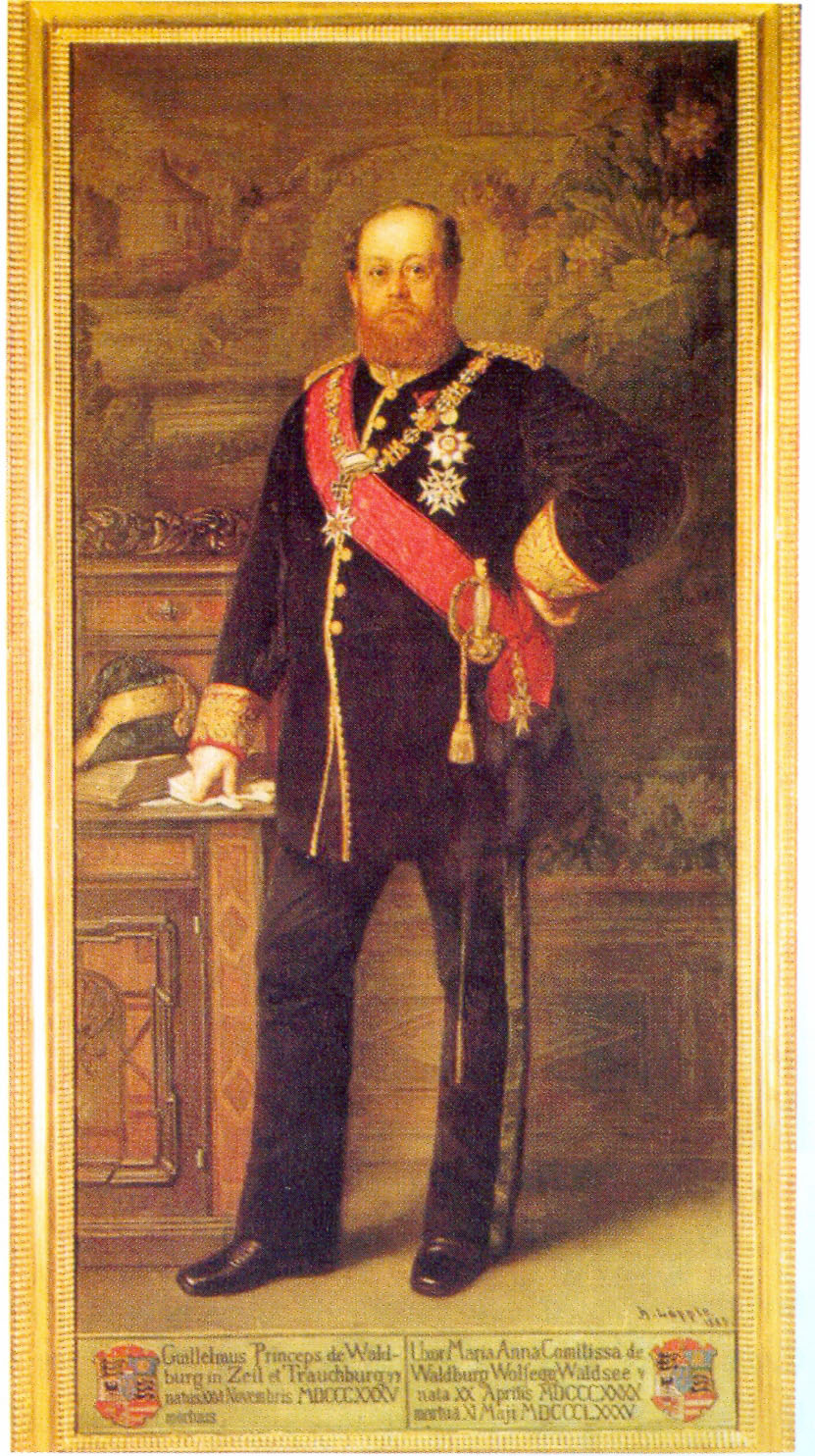
Fürst Wilhelm von Waldburg zu Zeil und Trauchburg auf einem Ölgemälde von H. Läpple, 1885

Fürst Wilhelm Franz Maria Christian von Waldburg zu Zeil und Trauchburg (* 26. November 1835 in Neutrauchburg; † 20. Juli 1906 Schloss Zeil) war ein Standesherr der Königreiche Bayern und Württemberg und von 1872 bis 1899 Präsident der württembergischen Kammer der Standesherren. Er entstammte der Linie Zeil des alten oberschwäbischen Adelsgeschlechts der Truchsesse von Waldburg.

## Leben und Wirken
Wilhelm war der Sohn des Fürsten Constantin von Waldburg zu Zeil und Trauchburg (* 1807; † 1862) und der Fürstin Maximiliane (* 1813; † 1874) und hatte noch fünf Geschwister. Wilhelm besuchte zunächst die Universitäten Freiburg, Paris und München, ehe er nach Studienreisen an die Akademie in Hohenheim zum Studium der Land- und Forstwirtschaft kam. Von 1859 bis 1860 war er Attaché bei der königlich-bayerischen Gesandtschaft beim Königreich Hannover. Seit 1861 trat er als Stellvertreter seines Vaters in der württembergischen Kammer der Standesherren auf. Nach dessen Tod war er von 1862 bis zu seinem eigenen Tode 1906 erblich ernanntes Mitglied in dieser Ersten Kammer der württembergischen Landstände. Fürst Wilhelm war auch Mitglied der Kammer der Reichsräte der Krone Bayerns. Im Deutschen Krieg 1866 und im Krieg gegen Frankreich von 1870 bis 1871 betätigte er sich in der Organisation des Lazarettwesens und der Verwundetentransporte. Von 1871 bis 1872 gehörte er als Mitglied der Fraktion der Deutschen Reichspartei dem ersten Reichstag an. Sein Reichstagsmandat gewann er im Wahlkreis Württemberg 16 (Biberach, Leutkirch, Waldsee, Wangen). Anfang des Jahres 1872 legte er sein Mandat als Reichstagsabgeordneter nieder. Von 1872 bis 1899 war er Präsident der Ersten Kammer der württembergischen Landstände. Seit 1899 ließ er sich wegen seiner angegriffenen Gesundheit im Landtag von seinem Sohn, dem Erbgrafen Georg, vertreten. Nachdem mit dem Tod des Fürsten Eberhard II. die Linie von Waldburg zu Zeil und Wurzach 1903 ausgestorben war, trug Wilhelm seither den Titel eines Fürsten von Waldburg zu Zeil-Trauchburg und Wurzach.

## Ehrungen und Auszeichnungen
- Ehrengroßkomtur des königlich bayerischen St.-Georgs-Ordens

## Ehe und Nachkommen
Fürst Wilhelm war zweimal verheiratet. Am 24. Februar 1862 heirateten in Wolfegg er und Gräfin Maria Josepha von Wolfegg-Waldsee (* 1840; † 1885). Am 23. Mai 1889 ließen sich in Bregenz Wilhelm und Prinzessin Marie Georgine von Thurn und Taxis (* 1857; † 1909) trauen. Fürst Wilhelm gehörte der römisch-katholischen Kirche an.
Aus Wilhelms erster Ehe mit Maria Josepha gingen fünf Söhne hervor:
- Georg (* 27. Mai 1866) starb zwei Tage später als Säugling
- Georg, Fürst von Walburg zu Zeil-Trauchburg und Wurzach (* 29. Mai 1867; † 2. September 1918 gefallen bei Allaines im Kanton Péronne); ⚭ 1897 Marie Therese Altgräfin zu Salm-Reifferscheidt-Raitz (* 1869; † 1930)
- Willibald Friedrich (* 1871; † 1947); ging zweimal morganatische Ehen ein und verzichtete deshalb auf seinen fürstlichen Adelstitel
- Anton (* 1873; † 1948); 1902 Maria Immakulata Gräfin von Beroldingen (* 1880 in Stuttgart; † 1943 auf Schloss Zeil)
- Konstantin (* 1874 auf Schloss Zeil; † 1935)

Aus Wilhelms zweiter Ehe mit Marie Georgine ging ein Sohn hervor:
- Wilhelm Karl (* 1890 auf Schloss Zeil; † 1927 Graubünden); ⚭ Marie-Therese Altgräfin zu Salm-Reifferscheidt-Raitz (* 1896 in Wien; † 1985 in Rimpach)